# Oppiphorina
Oppiphorina is een geslacht van mosdiertjes uit de familie van de Phorioppniidae. De wetenschappelijke naam van het geslacht is voor het eerst geldig gepubliceerd in 1997 door Gordon & d'Hondt.

## Soorten
De volgende soorten zijn bij het geslacht ingedeeld:
- Oppiphorina epaxia (Gordon, 1984)
- Oppiphorina powelli (Gordon, 1989)